# 纳夫泰勒
纳夫泰勒（法語：Naftel，法語發音：[naftɛl]）是法国芒什省的一个旧市镇。1973年3月15日，纳夫泰勒与邻近的8个市镇以关联合并的形式并入市镇伊西尼-勒比阿，纳夫泰勒成为了伊西尼-勒比阿的关联市镇。

## 地理
纳夫泰勒（48°36'38.2"N, 1°7'57.5"W）位于法国诺曼底大区芒什省，该省份为法国西北部沿海省份，西、北、东北三面环大西洋，东起顺时针与卡爾瓦多斯省、奧恩省、马耶讷省和伊勒-维莱讷省接壤。
纳夫泰勒的时区为UTC+01:00、UTC+02:00（夏令时）。

## 行政
纳夫泰勒的邮政编码为50540，INSEE市镇编码为50367。

## 人口
纳夫泰勒于2018年1月1日时的人口数量为180人。